# Günther Schmigalle

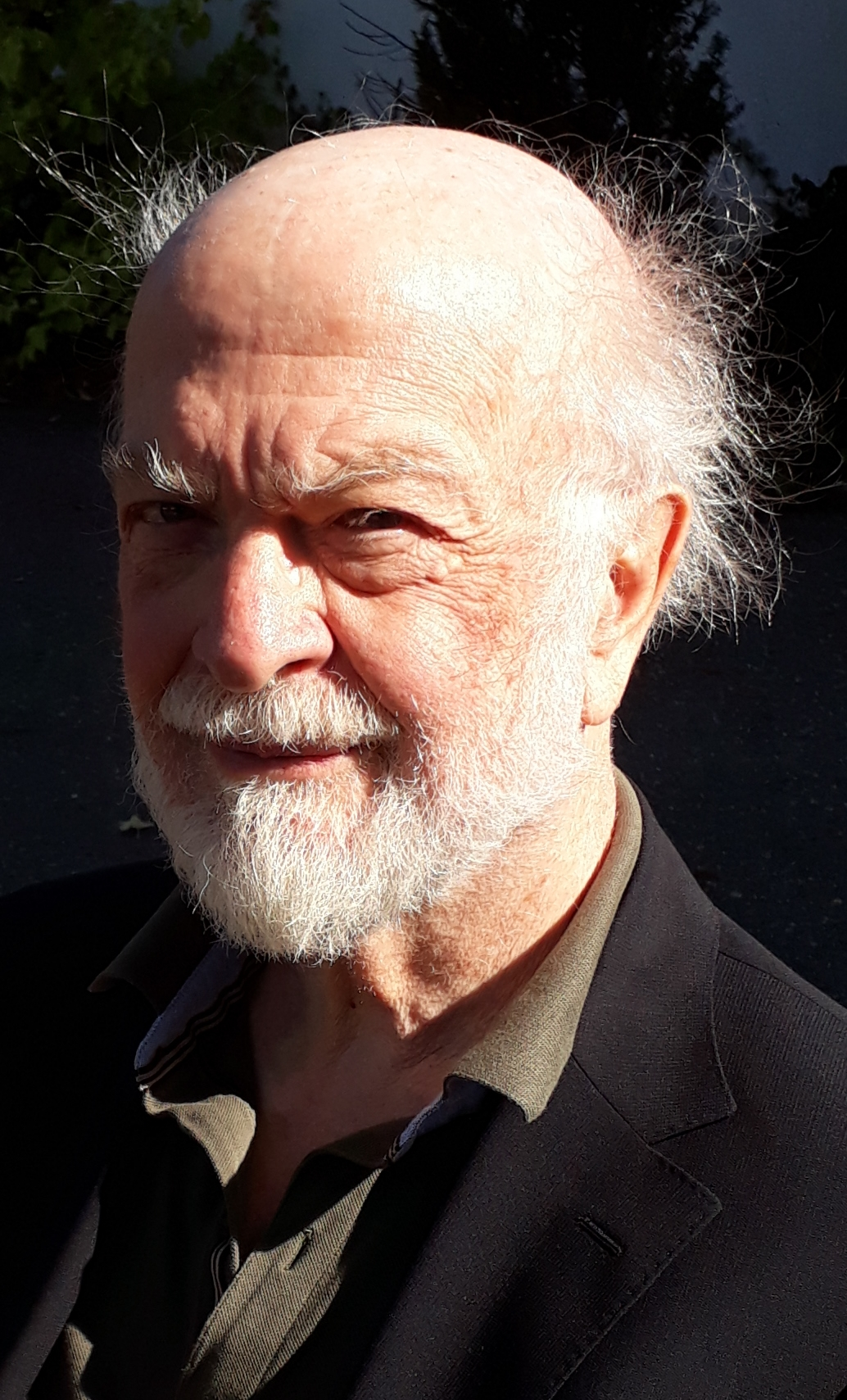
Günther Schmigalle

Günther Schmigalle (* 23. April 1946 in Rinchnach, Bayern) ist ein deutscher Bibliothekar, Literaturwissenschaftler und Romanist.

## Leben
Günther Schmigalle legte 1966 am Gymnasium in Siegburg das Abitur ab. Von 1966 bis 1973 studierte er Romanistik, Anglistik und Philosophie in Bonn, Dublin und Paris. 1971 bestand er das Staatsexamen in Romanistik und Anglistik an der Universität Bonn. Es folgte die Promotion an der Universität Frankfurt/Main im Jahre 1980. Das Thema seiner Dissertation bei Raimund Rütten lautete: André Malraux und der spanische Bürgerkrieg. Zur Genese, Funktion und Bedeutung von L’Espoir (1937). Von 1981 bis 1983 absolvierte er das Referendariat für den wissenschaftlichen Bibliotheksdienst in Darmstadt und Frankfurt/Main. In seiner Dienstzeit an der Badischen Landesbibliothek (1985–2011) war er als Fachreferent für Romanistik, Anglistik und andere Fächer tätig.
Von 1988 bis 1994 wurde er von der Badischen Landesbibliothek beurlaubt und lehrte als Dozent für Bibliotheks- und Literaturwissenschaft an der Universidad Centroamericana (UCA) in Managua (Nicaragua). Seit Juni 2000 ist er korrespondierendes Mitglied der Academia Nicaragüense de la Lengua.

## Werk
Seit den neunziger Jahren liegt sein Arbeitsschwerpunkt auf der lateinamerikanischen und speziell auf der nicaraguanischen Literatur. Er untersucht vor allem das Prosawerk von Rubén Darío unter text- und quellenkritischen Aspekten und beschäftigt sich mit dem Leben Daríos in Paris (1893, 1900–1914) und seinen Beziehungen zur französischen Kultur.

## Publikationen (Auswahl)

### Bücher
Als Verfasser:
- André Malraux und der spanische Bürgerkrieg. Zur Genese, Funktion und Bedeutung von L'Espoir (1937). Bonn: Bouvier, 1980 (Studien zur Literatur-  und Sozialgeschichte Spaniens und Lateinamerikas, 4).
- “Dichoso el asno que es apenas comprensivo…” Ge Erre Ene y sus parodias de Rubén Darío. Managua: Academia Nicaragüense de la Lengua, 1998 (Ediciones LENGUA; Estudios Lingüísticos y Literarios, 11).
- “La pluma es arma hermosa”: Rubén Darío en Costa Rica. Con textos desconocidos de Rubén Darío, Francisco Gavidia y Mariano de Cavia. Managua: Academia Nicaragüense de la Lengua, 2001.
- Bibliografía de Rubén Darío en La Nación de Buenos Aires (1889-1916). Catálogo comentado y crónicas desconocidas (mit Rodrigo Caresani). Managua, Nicaragua: Embajada de la República Argentina, 2017.

Als Herausgeber:
- Der Spanische Bürgerkrieg. Literatur und Geschichte. Frankfurt/Main: Vervuert, 1986. [Aufsätze von Wolfgang Altgeld, Walther L. Bernecker, Burnett Bolloten, Erich Hackl, Barbara Pérez-Ramos, Günther Schmigalle, Gerd Schrammen, Herbert R. Southworth, Robert S. Thornberry und Angel Viñas.]
- Gonzalo Rivas Novoa (Ge Erre Ene): General Pancho Cabuya y otras aventuras centroamericanas. Managua: Zorrillo, 1994. (Colección “Tío Conejo”, 1).
- Rubén Darío: La caravana pasa. Edición crítica. Vol. I-V. Managua: Academia Nicaragüense de la Lengua / Berlin: Edition Tranvía, 2000–2005.
- Rubén Darío: Crónicas desconocidas. Edición crítica. Vol. I-II. Managua: Academia Nicaragüense de la Lengua / Berlin: Edition Tranvía, 2006–2011.
- Rubén Darío: ¿Va a arder París…? Crónicas cosmopolitas, 1892–1912. Madrid: Veintisiete Letras, 2008.
- Rubén Darío: Los Raros. Edición crítica. Estudio preliminar de Jorge Eduardo Arellano. Berlin: Edition Tranvía, 2015.
- Rubén Darío: La caravana pasa (1902). (Obras Completas. Tomo 6 (1902–1904). Volumen I.) Edición crítica. Sáenz Peña: Universidad Nacional de Tres de Febrero, 2019.

### Aufsätze
- Jorge Semprúns Kritik des Kommunismus. Die Autobiografía de Federico Sánchez (1977). In: Iberoamericana 5 (1981) 1 (12), S. 3–21.
- Zwiesprache mit dem Tod. Arthur Koestlers Erfahrung des spanischen Bürgerkriegs. In: Iberoamericana 5 (1981) 2/3 (13/14), S. 22–37.
- Gustavo Durán. Eine biographische Skizze. In: Iberoamericana 7 (1983) 2/3 (19/20), S. 22–42.
- Anarchistische Lyrik im Spanischen Bürgerkrieg. In: Zeitschrift für Literaturwissenschaft und Linguistik 15 (1985) 60, S. 68–93.
- General Escobars Krieg. Zur Psychologie des (Anti-)Faschismus. In: Iberoamericana 10 (1986) 1 (27), S. 61–78.
- André Malraux y la Guerra de España. In: Journal of Interdisciplinary Literary Studies / Cuadernos Interdisciplinarios de Estudios Literarios 2 (1990) 2, S. 175–185.
- Seven Ambiguities in Ernest Hemingway’s For Whom the Bell Tolls. In: North Dakota Quarterly 60 (1992) 2, S. 72–82.
- Rubén Darío y los relatos de viaje sobre Nicaragua. In: Encuentro (Managua) 40 (1993), S. 74–79.
- Das Deutschlandbild Rubén Daríos. Karlsruhe: Badische Landesbibliothek, 1995. 45 S. (Vorträge, 41).[3]
- Elisabeth Nietzsche in Paraguay. In: Tranvía 43 (1996), S. 18–21.
- Die Literatur des Spanischen Bürgerkriegs – Eine Einführung. In: 60 Jahre Spanischer Bürgerkrieg, hrsg. von Marita Lüning und Gabriele Reich (Bremen 1998), S. 56–87.[4]
- “Anagke” de Rubén Darío. Las fuentes de la blasfemia. In: Dulce et decorum est philologiam colere. Festschrift für Dietrich Briesemeister zu seinem 65. Geburtstag, hrsg. von Sybille Große und Axel Schönberger (Berlin 1999), Band I, S. 601–608.
- El doctor Herman Prowe, un amigo alemán de Rubén Darío. In: Anales de Literatura Hispanoamericana 30(2001), S. 167–172
- “How People Go to Hell”: Pessimism, Tragedy and the Affinity to Schopenhauer in The Sun Also Rises. In: The Hemingway Review 25 (2005) 1, S. 7–21.
- “The Great Statesman Whose Wife She Had Been”: Charles Augustus Milverton and the Case of Madame Clovis Hugues. In: The Sherlock Holmes Journal 30 (2010) 1, N° 116, S. 15–16.
- Rubén Darío y el asunto Dreyfus. Una crónica desconocida y su contexto. In: Werner Altmann y otros: Historia hispánica. Su presencia y (re)presentación en Alemania. Festschrift für Walther L. Bernecker (Berlin 2012), S. 116–139.
- La edición crítica de las crónicas de Rubén Darío. Problemas, soluciones y hallazgos. In: Rocío Oviedo Pérez de Tudela (ed.), Rubén Darío en su laberinto (Madrid 2013), S. 69–84.[5]
- “Agencia” de Rubén Darío: Del poema humorístico al poema profético. In: Anales de Literatura Hispanoamericana 42 (2013), S. 109–133,[6] und in: Repertorio dariano 2013–2014, S. 65–95.
- Problemas textuales en la edición de los cuentos de Rubén Darío: El caso de la señorita Amelia. In: Anales de Literatura Hispanoamericana 43 (2014), S. 191–207,[7] und in: Repertorio dariano 2015–2016, S. 41–72.
- “El nuevo Cagliostro” ‒ Onofroff, Rubén Darío y la crónica La esfinge. In: Anales de Literatura Hispanoamericana 44 (2015), S. 109–135.[8]
- ‘I am sitting in a café with two French-Americans’: W. B. Yeats, Max Dauthendey, James and Theodosia Durand. Durand’s ‘communistic manifesto’. In: Yeats Annual 20 (2016), S. 293–333.
- “Hermano: estoy enfermo de un mal solemne y grave”. La poesía de Juan Nepomuceno Durán y el Canto errante de Rubén Darío. In: Mapocho (Santiago de Chile) 80 (2016), S. 193–205.[9]
- “Con mi alma sensible debí haber sido poeta”. Marion Delorme, actriz, cantante, cortesana, amante de Rubén Darío, in: Anales de Literatura Hispanoamericana 46 (2017), S. 61–76.[10]
- Darío, lector de Nietzsche. In: Anales de Literatura Hispanoamericana 47 (2018), S. 125–140.[11]
- Trois lettres inédites de Laurent Tailhade à Rubén Darío. In: Histoires Littéraires (Paris), Janvier-Février-Mars 2019, vol. XX, n° 77, S. 103–113.
- Un traductor francés y una amiga africana de Rubén Darío. In: Anales de Literatura Hispanoamericana 48 (2019), S. 101–108.[12]
- Rubén Darío y Shakespeare. Un artículo humorístico desconocido. In: (an)ecdótica (México), vol. 4, núm. 2, 2020, S. 95–114.
- Iconografía política en Rubén Darío: la Revolución rusa. In: Carátula. Revista Cultural Centroamericana (Managua), edición 97, agosto de 2020.[13]
- Las amigas africanas de Charles Baudelaire, Víctor Hugo, Arthur Rimbaud y Rubén Darío. In: Sala Dariana, N° 2, August 2020, S. 27–37.[14]
- Darío, F. Sarmiento, Gorki y la “Biblioteca de La Nación”. In: (an)ecdótica (México), vol. 5, núm. 1, 2021, S. 165–181.[15]